# Emté
Emté (Eigenschreibweise: EMTÉ, zuvor EM-TÉ) war eine niederländische Supermarktkette, die seit 1965 in ihrer letzten Form bestand. Die ab 2002 zur Sligro Food Group gehörende Gesellschaft EMTÉ Supermarkten B.V. wurde 2018 an ein Konsortium, bestehend aus den Mitbewerbern Coop und Jumbo verkauft.

## Geschichte

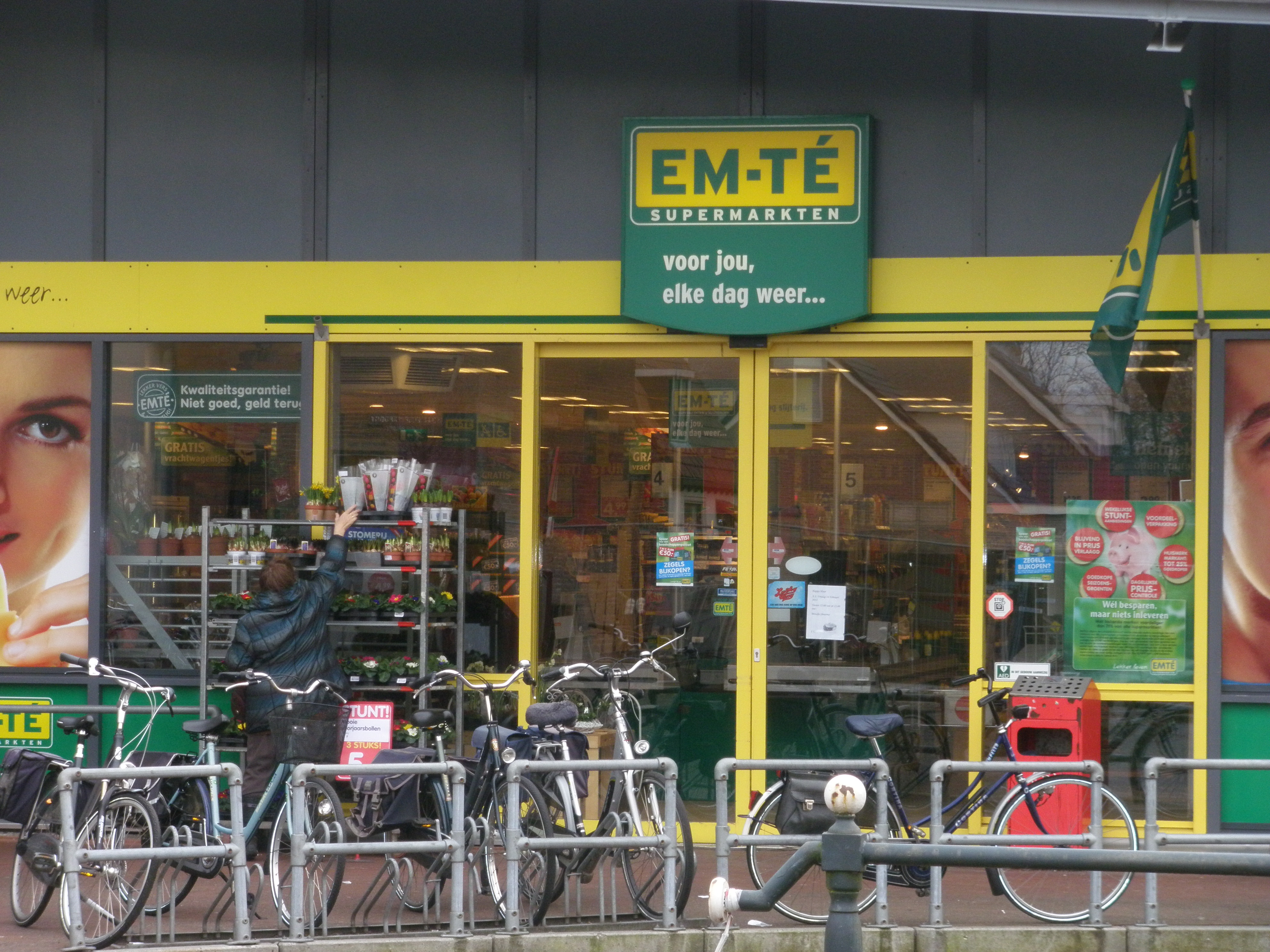
Ein Emté-Markt im Februar 2012 in Montfoort, das Logo noch mit der alten Schreibweise mit Bindestrich.

### Anfänge, Gründung und erste Expansionen (1948–2001)
Die Anfänge der Kette gehören zurück auf den Kaufmann Mechie Trommelen und seine Frau, die am 19. März 1948 eine Metzgerei in Waalwijk eröffneten. Der Kundenstamm konnte schnell vergrößert werden, sodass auch zwei Lebensmittelhändler aus Drunen, anfingen Fleisch von Trommelen in deren Filialen zu verkaufen. Trommelen selbst entschied sich später die Pläne einer zweiten Metzgerei in Drunen zu eröffnen zugunsten eines eigenen Supermarkts zu verwerfen. Der erste Supermarkt Trommelens eröffnete am 2. März 1965 in Drunen unter dem Namen EM-TÉ. Der Name leitete sich aus der Aussprache der Initialen des Gründers Mechie Trommelen (M und T) ab. Durch den Erfolg wurde 1969 in Waalwijk eine zweite Filiale eröffnet, diesmal mit einem Spirituosengeschäft. Es folgten weitere Eröffnungen in Kaatsheuvel (1973), Udenhout (1978) und Sprang-Capelle (1982). Ende 2001 bestanden 11 Filialen, der Hauptsitz befand sich in Kaatsheuvel.

### Verkauf an und Fortbestand bei Sligro (2002–2018)

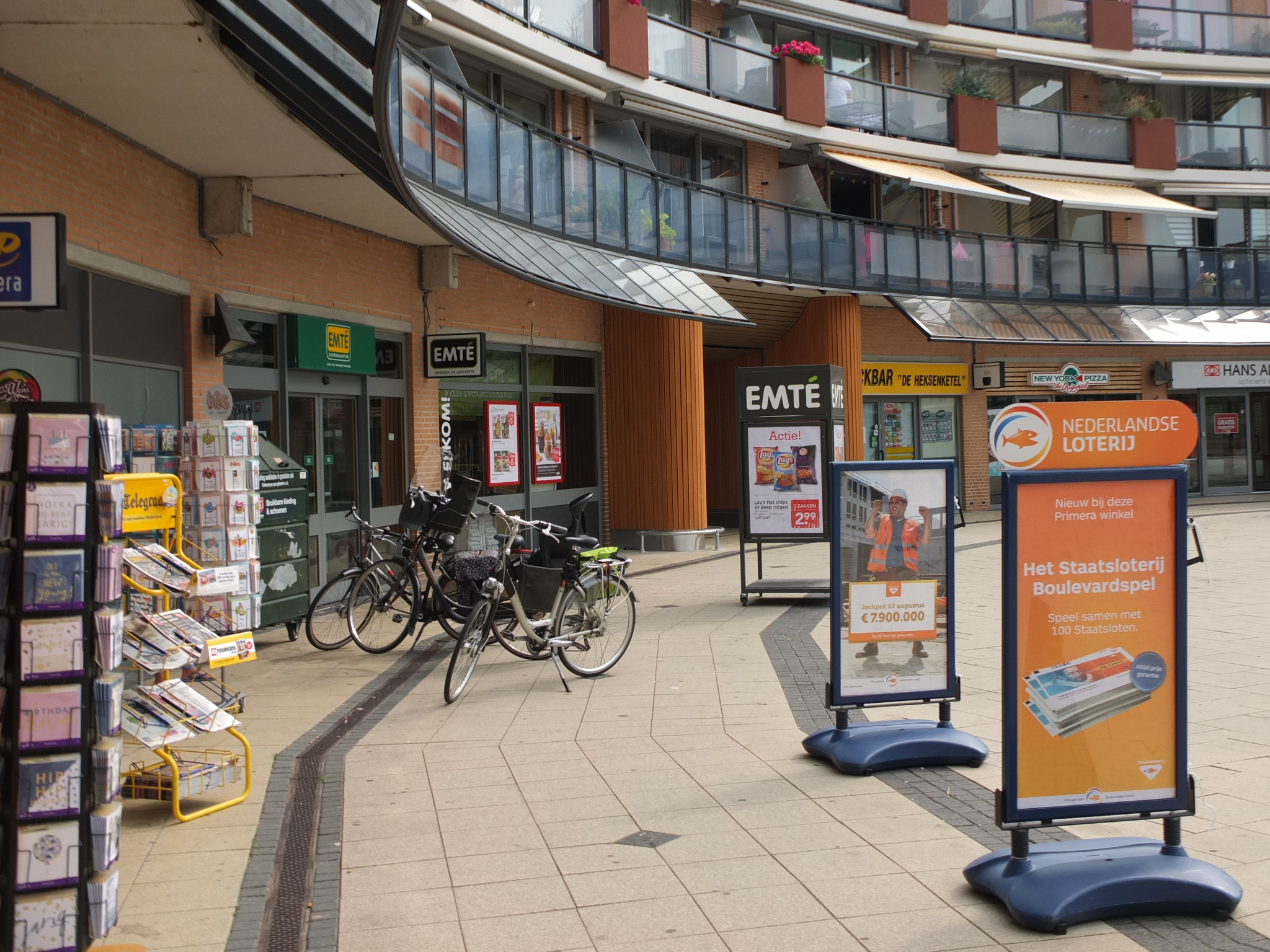
Der Emté-Markt im Einkaufszentrum Heksenwiel in Breda, über dem Eingang hängt noch das alte Logo, die Pylone und das Hinweisschild an der Wand zieren bereits das neue und letzte Logo

Im Jahr 2002 erfolgte die Übernahme durch die Sligro Food Group. Zum Ende des gleichen Jahres sollte die 12. Filiale eröffnen. Über das Unternehmen S&S Winkels B.V., das gemeinsam mit dem Mitbewerber Sperwer betrieben wurde, übernahm die Sligro Food Group im Juni 2006 die Supermarktkette Edah, die zum Zeitpunkt der Übernahme 223 Filialen betrieb. Es wurden von beiden Unternehmen je 60 Filialen übernommen. Nach Kaufabschluss im September 2006 wurden diese Filialen umgeflaggt. Während Sperwer seinen Teil der Filialen in Plus und Spar umflaggte, wechselten 40 Standorte von Sligro zu Emté, die restlichen 20 zu Golff, 30 Filialen verkaufte das Gemeinschaftsunternehmen weiter. Im September 2008 gab es erste Überlegungen die Sligro-Vertriebslinien Golff und Emté unter der Marke Emté zusammenzuführen. Zu diesem Zeitpunkt waren Bereiche wie Sortimentsgestaltung, Einkauf, Liegenschaftsverwaltung und Logistik bereits zusammengelegt worden. Der dazu nötige Prozess wurde in den davor vorangegangenen zwei Jahre angestoßen. Im März 2009 begann die Endphase der Verhandlungen mit der Geschäftsführung von Golff bzgl. der Umflaggung auf Emté. Diese konnten im Dezember 2009 erfolgreich abgeschlossen werden. Die Franchise-Mitglieder von Golff stimmten im Februar 2010 der Entscheidung ebenfalls zu. Noch vor dem Sommer 2010 sollte bereits der Golff-Markt auf Emté umgeflaggt sein. Nur kurze Zeit später, im Juli 2010, verkündete Sligro die Übernahme der Sanvier B.V., die über eine Tochtergesellschaft 22 Supermärkte unter dem Namen Sanders Supermarkten in der Region Twente betrieb. Der Verkauf an Sligro wurde am 24. August 2010 abgeschlossen. Ein Teil der Sanders-Standorte, vor allem kleinere Flächen, wurden weiterverkauft, der Großteil der Märkte 2011 auf Emté umgeflaggt. Im Geschäftsjahr 2013 erzielt Emté ein Gewinn von 8 Millionen Euro. 2015 betrieb man 130 Filialen und konnte ein Betriebsergebnis von 14 Millionen Euro erwirtschaften. Im selben Jahr eröffnete die erste Filiale, die auf das Design Emté 3.0 umgestellt wurde. Dies beinhaltete neben einer neuen Ladengestaltung u. a. eine Küche auf der Verkaufsfläche, in der frische Mahlzeiten, Mittagessen und diverse Salate zubereitet wurden. Es entstanden vorerst vier Pilotmärkte, der erste eröffnete im Dieren am 11. November 2015, der zweite in Uden am 27. Januar 2016, der dritte in Berlikum und der vierte in Nieuwegein am 2. März 2016. Als Gründe der Weiterentwicklung wurde der Wettbewerbsdruck und rückläufige Umsatzzahlen angeführt. Die Kosten des Umbaus eines Marktes wurde mit durchschnittlich 1,25 Millionen Euro beziffert. Im April 2017 gab Sligro bekannt, seine Tätigkeit im Einzelhandel zu überprüfen. In der Folge gaben verschiedene Mitbewerber ein Angebot für alle oder einen Teil der Emté-Filialen ab, darunter Jan Linders, Jumbo und Plus.

### Verkauf an und Umflaggung auf Coop und Jumbo (2018–2019)
Am 5. März 2018 wurde der Verkauf von Emté durch Sligro an ein Konsortium, bestehend aus den Mitbewerbern Coop und Jumbo für 410 Millionen Euro bekannt. Die zum Zeitpunkt rund 6200 Mitarbeiter wurden von beiden Unternehmen mit übernommen. Neben den Filialen wurden auch die Verteilzentren in Kapelle und Putten sowie der Fleischverarbeitungsbetrieb in Enschede (ehemals zu Sanders Supermarkten gehörend) und der Hauptsitz in Veghel verkauft. Am 28. März 2018 gaben die Unternehmen bekannt, dass 79 Standorte an Jumbo und 51 Standorte an Coop gehen. Die niederländische Kartellbehörde bewilligte den Kauf am 26. Juni 2018, der Verkauf wurde laut Sligro zum 2. Juli 2018 abgeschlossen. Bedingung war jedoch der Verkauf von je einem durch Jumbo geführten Standort in Eindhoven, Reusel und Veghel. Diese Standorte, einen Jumbo-Markt in Reusel und Veghel und einen Emté-Markt in Eindhoven sowie zwei weitere Emté-Märkte in Nederweert und Sint Anthonis wurden an Jan Linders verkauft. Mit der Umflaggung begannen beide Unternehmen im September 2019. Die in Nijmegen befindliche und als erste auf Jumbo umgeflaggte Filiale schloss am 1. September 2018 und eröffnete wieder am 19. September 2018 unter dem neuen Namen. Am selben Tag eröffnete Coop bereits die zweite umgeflaggte Filiale, die sich in Ravenstein befindet. Bereits einen Tag zuvor hatte mit dem Markt in Gilze die erste von Emté umgeflaggte Filiale wiedereröffnet. Coop plante für das Jahr 2018 20 Filialen umzuflaggen, bei Jumbo waren rund 25 Standorte avisiert. Alleine im Oktober 2018 war die Neueröffnung von zehn auf Jumbo umgeflaggten Standorten geplant. Die Verteilzentren sowie der Fleischverarbeitungsbetrieb wurden 2019 aufgegeben. Am 1. Juli 2019 schlossen mit den Filialen in Den Bosch, Diessen, Kaatsheuvel, Sint-Michielsgestel und Tilburg die letzten unter Emté flaggenden Standorte.

## Logos

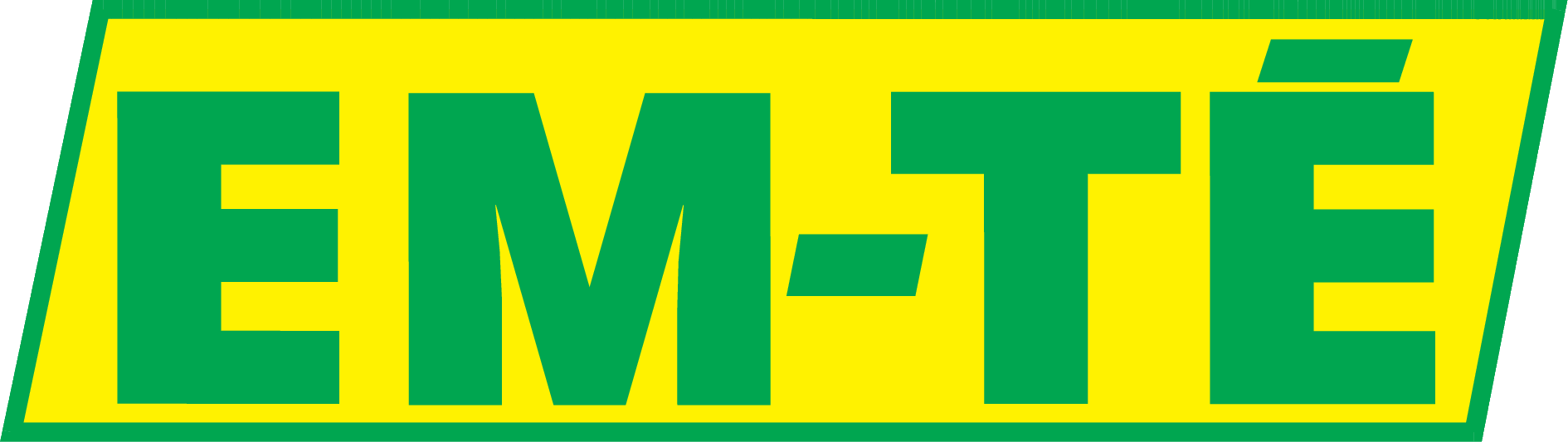
Logo von EM-TÉ im Jahr 2002
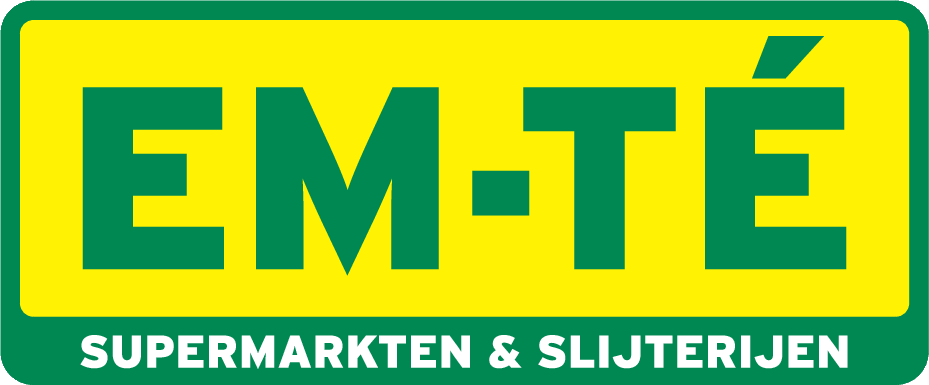
Logo von EM-TÉ im Jahr 2005
Logo von EMTÉ bis 2018 (EMTÉ 2.0)
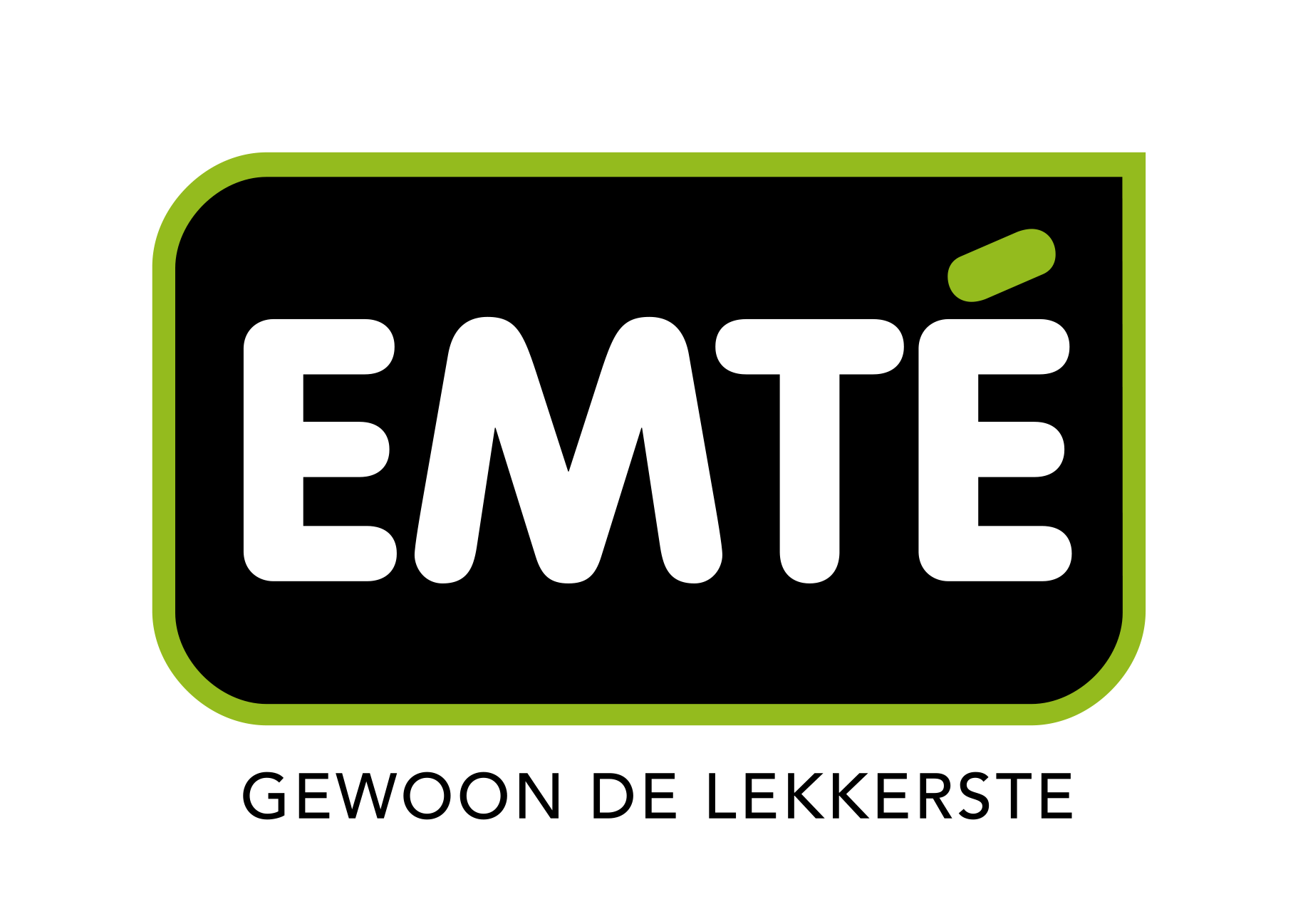
Logo von EMTÉ bis 2018 (EMTÉ 3.0)